# Grotesque (film)
Pour plus de détails, voir Fiche technique et Distribution.
Grotesque (グロテスク, Gurotesuku) est un film d'horreur japonais écrit et réalisé par Kōji Shiraishi, sorti en 2009.
Le film, d'une durée d'une heure treize, est connu pour ses scènes d'un gore extrême. À sa sortie, le film est banni au Royaume-Uni, et interdit à la vente sur Amazon Japan,.

## Synopsis
Alors en rendez-vous, un jeune couple (Aki et Kazuo) sont brutalement attaqués et kidnappés. Lorsqu'ils reprennent conscience, les deux jeunes sont ligotés à des tables d'opération, l'un face à l'autre, et dans une pièce sombre, à la merci d'un bourreau. Le tortionnaire va ainsi leur faire endurer les pires tortures imaginables et tester leur amour face à leurs sens de l'individualisme.

## Fiche technique
- Titre : Grotesque
- Titre original : グロテスク (Gurotesuku?)
- Réalisation et scénario : Kōji Shiraishi
- Photographie : Yōhei Fukuda (ja)
- Montage : Takeshi Sone (ja)
- Décors : Norifumi Ataka
- Musique : Kazuo Satō
- Pays d'origine :  Japon
- Langue originale : japonais
- Genre : film d'horreur
- Durée : 73 minutes
- Dates de sortie :
  - Japon : 6 janvier 2009[3]
- Classification : Interdit aux moins de 18 ans (R-18) au Japon[3]
- Classification: Interdit aux moins de 16 ans en France.

## Distribution
- Tsugumi Nagasawa (ja) : Aki
- Hiroaki Kawatsure (ja) : Kazuo
- Shigeo Ōsako (ja) : le tortionnaire